# Pyramus Fossae
Le Pyramus Fossae sono una struttura geologica della superficie di Marte.